# تام سایر (فیلم ۱۹۷۳)
تام سایر (انگلیسی: Tom Sawyer) فیلمی در ژانر موزیکال به کارگردانی دان تیلر است که در سال ۱۹۷۳ منتشر شد.

## بازیگران
- جانی ویتاکر
- سلست هولم
- جف ایست
- جودی فاستر
- لوسیل بنسون
- هاردینگ جونز
- سندی کنیون